# Тяпкін Василь Михайлович
Василь Михайлович Тяпкін (рос. Василий Михайлович Тяпкин) — московитський дипломат, посол Московії в Гетьманщині (1677-1680).

## Життєпис
У 1664 направлений послом Московії в Польщі, в 1666 — в Туреччині. 
У 1668 вів переговори з гетьманом Правобережної України Петром Дорошенком. 
У 1674 спрямований резидентом у Варшаву і був фактично першим московитом постійним резидентом за кордоном. 
Влітку 1677 був Послом в Гетьманщині до гетьмана Івана Самойловича для нарад з питань оборони обложеного турками й татарами Чигирина. 
У 1680 на чолі мирної делегації був направлений в Кримське ханство. Після тривалих переговорів, під час яких московитських послів саджали «під замок» і погрожували їм земляною ямою, Тяпкін в січні 1681 підписав Бахчисарайський мирний договір.